# Dungeon Siege
Dungeon Siege er et computerrollespil og blev udgivet i 2002. Spillet er ligesom Diablo ud over man kan have op til 7 andre med sig, som man også kan styre.

## Film
Som så mange andre spil er der også lavet en film over Dungeon Siege. Filmen In the Name of the King: A Dungeon Siege Tale, og er lavet af Uwe Boll.